# OASIS (organisatie)
De Organization for the Advancement of Structured Information Standards (OASIS) (Organisatie ter Bevordering van Gestructureerde Informatiestandaarden) is een wereldwijd consortium dat de ontwikkeling, samenwerking en toepassing van e-business en webservice standaarden poogt te bevorderen. Het hoofdkantoor is gevestigd in Burlington (Massachusetts) in de Verenigde Staten en de leden van het consortium besluiten in een open democratisch proces welk werk ondernomen wordt.
Het technische werk wordt uitgevoerd in de volgende categorieën: Web Services, e-commerce, beveiliging, recht en overheid, logistiek, computer applicaties, document- en XML-verwerking, interoperabiliteit en specifieke onderwerpen per bedrijfstak.

## Geschiedenis
OASIS werd in eerste instantie opgericht als SGML Open in 1993, als een beroepsvereniging van SGML-softwareproducenten om gezamenlijk de toepassing van SGML, vooral binnen het onderwijs, te bevorderen. Echter enig technisch werk werd ook uitgevoerd, waaronder een herziening van de specificatie van het CALS Tabel Model en specificaties van fragmentuitwisseling en entiteitbeheer.
In 1998, in lijn met de trend vanuit de hightechindustrie naar XML, verschoof SGML Open de nadruk van SGML naar XML, en veranderde ook haar naam in OASIS Open om mee te gaan met XML en andere, toekomstige, gestructureerde informatie standaarden. De nadruk van de activiteiten van het consortium verschoof ook van het promoten van toepassing (aangezien XML zelf al veel aandacht genereerde) naar de ontwikkeling van technische specificaties. In juli 2000 werd een nieuw proces om technische commissies te benoemen aangenomen. Op die wijze werd de manier waarop technische commissies opgezet werden, en hun werk uitvoerden, gereguleerd. In eerste instantie werden vijf technische commissies ingesteld, in 2004 waren dit er al bijna 70.
In 1999 werd OASIS benaderd door UN/CEFACT, de commissie van de Verenigde Naties die verantwoordelijk is voor bedrijfsstandaarden, om samen een nieuwe verzameling van specificaties voor elektronische gegevensuitwisseling tussen bedrijven op te zetten. Het gezamenlijke initiatief, genaamd ebXML, kwam voor het eerst bij elkaar in november 1999, en had een mandaat voor een periode van drie jaar. Bij de laatste ontmoeting onder het originele mandaat, in Wenen, besloten UN/CEFACT en OASIS om het werk tussen de twee organisaties te verdelen en de afronding en coördinatie van het werk onder te brengen bij een coördinatiecommissie. In 2004 diende OASIS de voltooide ebXML specificatie in bij commissie ISO TC154, waar ze werden goedgekeurd als standaard ISO 15000.